# Anii 1140
Secole: Secolul al XI-lea - Secolul al XII-lea - Secolul al XIII-lea
Decenii: Anii 1090 Anii 1100 Anii 1110 Anii 1120 Anii 1130 - Anii 1140 - Anii 1150 Anii 1160 Anii 1170 Anii 1180 Anii 1190
Ani: 1140 1141 1142 1143 1144 1145 1146 1147 1148 1149